# Louis Durey
Louis Durey (París, 27 de mayo de 1888 - Saint-Tropez 3 de julio de 1979) fue un músico y compositor francés. Fue miembro de Les Six, y cultivo principalmente la música vocal y coral. Fue un músico comprometido, que perteneció al Partido comunista y que durante la Segunda Guerra Mundial, tomo parte activa en la Resistencia.

## Biografía
Louis Durey nació en París, en la plaza Saint-Germain-des-Prés, hijo de una familia de la burguesía industrial francesa, especializada en la impresión. Se diplomará en la École des Hautes Études Commerciales en 1908.
Hasta después de los veinte años, en 1907, no descubre la música, tras escuchar el Pélléas et Mélisande de Claude Debussy. Comienza entonces a tomar clases particulares (piano, solfeo, armonía, contrapunto y fuga) bajo la dirección de Léon Saint-Requier, profesor de la «SchoIa Cantorum» y «Chef des Chanteurs de Saint-Gervais». Sin embargo, su formación musical como compositor y orquestador, será fundamentalmente autodidacta. 
En 1914, completa su primera composición, que muestra una gran influencia de la música de Debussy. Ese mismo año, por azar, descubre una canción de Arnold Schoenberg —extraída del Libro de los jardines colgantes— que le permite reorientar sus propias investigaciones y le liberará de Debussy. Offrande Lyrique (opus 4), de 1914, será la primera obra en la que su personalidad se afirme, con el uso pleno de los recursos de su imaginación, siendo el primer compositor francés, sin duda, en utilizar un lenguaje musical tan libre. 
Durey fue movilizado en agosto de 1915, pero continuó componiendo. De esta época data un ciclo de canciones sobre poemas de André Gide, Le Voyage d'Urien. En 1917, compone Eloges (op. 8), sobre tres poemas de Saint-Léger, obra que en 1977 él mismo considerará como una de su mejores composiciones y representativa de su propia personalidad. Su primera obra en ser tocada en público será, en 1917, Carillons, para piano a cuatro manos, en un concierto-homenaje a Erik Satie del 6 de junio de 1917, en la «Salles Huyghens», en el que intervinieron Georges Auric y Juliette Meerovitch. Ese mismo, 1917, con Auric, Arthur Honegger y Satie, ya había fundado el grupo de los «Nouveaux jeunes», que será bautizado más adelante, en 1919, por el crítico musical Henri Collet como «Groupe des Six» (Auric, Durey, Honegger, Milhaud, Poulenc y Tailleferre). Sin embargo, en 1921, ya no participará en una obra colectiva del grupo para la música de «Les Mariés de la tour Eiffel» de Jean Cocteau confirmando así su separación efectiva, aunque mantendrá siempre fuertes lazos de amistad con todos sus miembros. El grupo se disolverá en 1924. Durey dirá de él:

Era un grupo de jóvenes músicos unidos por la amistad y tenían el habito de encontrarse regularmente y de dar juntos conciertos de sus obras, cada uno conservando su propia originalidad.
Durey.

Acabada la Primera Guerra Mundial, inicia relaciones con casi todos los artistas modernos: con los poetas y escritores Guillaume Apollinaire, Max Jacob, Jean Cocteau, Blaise Cendrars, Léon-Paul Fargue, Paul Éluard, Louis Aragon; con los pintores, Georges Braque, Fernand Léger, Lhote, Kisling, André Derain, Juan Gris y Pablo Picasso, de quien llegará a ser un buen amigo y será muchas veces invitado en Bateau Lavoir (su estudio). Obras suyas merecieron el temprano elogio de sus mayores, como Albert Roussel, Florent Schmitt, Charles Koechlin y, sobre todo, de Maurice Ravel que tras escucharle en un concierto, pedirá su ingreso en la «Société des auteurs, compositeurs et éditeurs de musique» (SACEM).
Entre 1921 y 1930 será crítico musical de «Le Courrier Musical», de «Musical News and Herald», y de «The Chesterian und The Arts» de Nueva York. Vivirá varios años en Saint-Tropez, donde compone en 1923 su única opera: L'Occasion (con un libreto basado en Prosper Mérimé) y posteriormente, en 1929, se casa Anne Grangeon. Regresa a París en 1930. 
Entre 1929 y 1937 apenas compone. En 1936 se une a la «Fédération Musicale Popular» y se afilia al Partido Comunista francés. Durante la ocupación alemana Durey fue uno de los músicos que trabajaron como integrantes del Frente Nacional de Músicos, una rama de la Resistencia en la que militaron también Roger Désormière, Manuel Rosenthal y Roland-Manuel, pero de la que la mayoría de los compositores famosos estuvieron ausentes. En esa época (1943-47) realiza importantes trabajos musicológicos, como la reconstrucción de más de un centenar de antiguas canciones francesas de Clément Janequin, Orlando di Lasso, Costeley, Luca Marenzio y Josquin Des Pres. Esta actividad desarrolla su gusto por la escritura coral. Hará asimismo muchas armonizaciones de canciones folclóricas francesas.
Después de la Segunda Guerra Mundial, vuelve a componer y continua con su compromiso político, como evidencia la elección de los textos para su música vocal: Lorca, Langston Hughes y Hồ Chí Minh. También colabora como crítico musical con l'Humanité, diario del Partido comunista, y con las revistas «Ce soir» y «Les Lettres Françaises» dirigidas por Aragon.
En los años 50 será Secretario General de la «Fédération Musicale Populaire» y en 1956 será nombrado su presidente. También será Vicepresidente de la «Association française des musiciens progressistes» (creada en 1948), en la que la denominación progresista debe considerarse en su significado social, como compromiso social y político, y no como un programa estético o de técnica musical. La SACEM le premia con el «Prix National de la Musique Française» en 1960. 
En 1961, se retirará a vivir a Saint-Tropez y seguirá componiendo de forma esporádica. Cumplidos los 80 años, en 1968, compondrá Nicolios et la flûte (op. 111), sobre un episodio de la novela de Nikos Kazantzakis, «Le Christ recrucifié», rencontrando en esta una expresión y frescura absolutamente excepcionales.
Entre 1967 y 1974, escribirá los Autoportraits, 16 pièces pour le piano (op. 108), Trois pièces pour le piano, (op.109) —complemento de los Autoportraits— y el Poème pour le piano, opus 116 (su última obra), que constituye la vigésima y última entrega de la serie de Autorretratos, en los que busca una expresión puramente subjetiva, un verdadero autorretrato (como los que Rembrandt hizo de sí mismo). En 1979, a los noventa y un años, morirá en Saint-Tropez.

## Música
Su carrera musical dura sesenta años (1914-1974) con una obra musical que comprende 116 números de opus, y que se caracteriza por los largos periodos de creativo silencio. Abarca todos los géneros musicales, salvo el ballet, pero tiene especial predilección por la música vocal y coral. Escribió muy poca música orquestal y solo una ópera, L'occasion. También compuso música para obras teatrales y para películas y documentales.
Desde 1914 sus coros y melodías revelan una predilección por la escritura vocal y por la polifonía, a pesar de la influencia de Debussy (a la que siguieron las posteriores influencias de Schöenberg, Satie, Stravinsky, Ravel, de los polifonistas renacentistas y de las canciones de campesinos).
El descubrimiento de Schöenberg en 1914 permitió a Durey escapar del mundo de Debussy, como en su op. 4, L'offrande lyrique –un hito en la música francesa— que es su primera obra con verdadera originalidad. En 1916 se inicia el periodo de mayor creatividad de su vida, dominado por las melodías y por las obras corales, con acompañamiento solo instrumental. A la vez, cultiva la música de cámara.
En 1944, tras siete años de silencio, Durey, a quien le gustan mucho las obras corales, se dedica a componer y a arreglar para coros de amateur, hasta el año 1953, en que vuelve a otros géneros de expresión musical, sin abandonar por ello su militancia política. Un nuevo equilibrio estético aparece en este último periodo, dominado nuevamente, como en sus inicios, por las melodías y las obras corales con acompañamiento instrumental.
No se dejó influir por ningún sistema, siempre ansioso de expresarse en libertad. Buscó siempre renovarse, y se define a sí mismo como la continuidad ataviada con aspectos variados. Más allá de las opciones estéticas y por encima de las influencia recibidas, toda su música muestra su gran sensibilidad, su hondo humanismo.

## Catálogo de obras
| Año       | Opus       | Obra | Tipo de obra            |
| --------- | ---------- | --- | ----------------------- |
| 1914      | Opus 001   | Deux Choeurs (H. de Régnier, C. d'Orléans), op. 1, coro a cappella (SATB).                                                            | Música coral            |
| 1914      | Opus 002   | Trois Poèmes de Verlaine, op. 2, canto y piano.                                                                                       | Música vocal con piano  |
| 1914      | Opus 003   | Cinq Poèmes de Francis Jammes, op. 3, canto y piano.                                                                                  | Música vocal con piano  |
| 1914      | Opus 004   | L'Offrande lyrique (R. Tagore traducción de A. Gide), op. 4, canto y piano.                                                           | Música vocal con piano  |
| 1916      | Opus 005   | Le Voyage d'Urien (A. Gide), op. 5, canto y piano (n.º 2, «Le Navire», arreglo para canto y orquesta, op. 5b, c. 1921).               | Música vocal con piano  |
| 1916-1917 | Opus 006   | Trio avec piano, op. 6 (perdida). | Música de cámara        |
| 1916-1918 | Opus 007   | Carillons et Neige, dos piezas op. 7, para piano a 4 manos.                                                                           | Música de piano         |
| 1918      | Opus 007a  | Deux Pièces, op. 7, para orquesta. | Música orquestal        |
| 1916-1917 | Opus 008a  | Éloges (A.St-L. Léger), op. 8a, para cuarteto vocal (SATB) y orquesta de cámara (rev. 1962, arr. SATB, orquestado, op. 8b).           | Música coral            |
| 1917      | Opus 009   | Scènes de cirque, op. 9, para piano.                                                                                                  | Música de piano         |
| 1917      | Opus 010   | Quatuor à cordes n° 1, op. 10. | Música de cámara        |
| 1918      | Opus 011a  | Images à Crusoe (Saint-John Perse), op. 11a (arr. 1v, cuarteto de cuerdas, flauta, clarinete, cel/hp, op. 11b, 1918).                 | Música vocal con piano  |
| 1918      | Opus 012   | Judith, drama en 1 acte para solista y piano (G. Gallimard y P. Lanux, basado en F. Hebbel), op. 12.                                  | Ópera                   |
| 1918      | Opus 013   | Épigrammes de Théocrite, op. 13, canto y piano.                                                                                       | Música vocal con piano  |
| 1918      | Opus 015   | Trois Poèmes de Pétrone, op. 15, canto y piano.                                                                                       | Música vocal con piano  |
| 1918      | Opus 016   | Inscriptions sur un oranger (Evariste Parny), op. 16, canto y piano.                                                                  | Música vocal con piano  |
| 1919-1921 | Opus 017a  | Le Bestiaire (26 poemas de Apollinaire), op. 17a, para canto y piano (arr. 1v, 12 instrumentos, op. 17b, 1958).                       | Música vocal con piano  |
| 1919      | Opus 018   | Pièce, op. 18, 2 oboe, eng hn, bn (destruida).                                                                                        | Música de cámara        |
| 1919-1922 | Opus 019   | Quatuor à cordes n° 2, op. 19. | Música de cámara        |
| 1918      | Opus 020   | Deux Lieder romantiques (H. Heine), op. 20, canto y piano.                                                                            | Música vocal con piano  |
| 1917-1919 | Opus 021   | Romance sans paroles, op. 21 (para L'Album des Six), para piano.                                                                      | Música de piano         |
| 1918      | Opus 022b  | Six Madrigaux de Mallarmé, op. 22 (arr. 1v, flauta, oboe, clarinete, bn, piano, op. 22b), canto y piano.                              | Música vocal con piano  |
| 1918      | Opus 023b  | Chansons basques (J. Cocteau), op. 23a (arr. canto y orquesta de cámara, op. 23b, 1919).                                              | Música vocal con piano  |
| 1925      | Opus 025   | Sonatine en fa mineur para flauta y piano, op. 25 (arr. flauta y cuerdas, op. 103, 1965).                                             | Música de cámara        |
| 1920      | Opus 026   | Trois Préludes, op. 26, para piano.                                                                                                   | Música de piano         |
| 1920      | Opus 027   | Pastorale, op. 27, para orquesta. | Música orquestal        |
| 1921      | Opus 028   | Prélude et élégie, op. 28, para piano.                                                                                                | Música de piano         |
| 1921      | Opus 029   | Deux Études, op. 29, para piano. | Música de piano         |
| (s.d.)    | Opus 030   | Le Blé en herbe, op. 30, para piano (perdida).                                                                                        | Música de piano         |
| 1921-1923 | Opus 031   | Trois Poèmes de Paul Valéry, op. 31, canto y piano.                                                                                   | Música vocal con piano  |
| 1922-1923 | Opus 032a  | Cantate de la prison (G. Apollinaire), op. 32a (arr. canto y orquesta, op. 32b, 1922–3).                                              | Música vocal con piano  |
| 1922      | Opus 033   | Trois Poèmes de Rémy de Gourmont op. 33, canto y orquesta de cámara.                                                                  | Música vocal            |
| 1920      | Opus 034   | Le Printemps au fond de la mer (cantata, Cocteau), op. 34, canto y orquesta de cámara.                                                | Música vocal. Cantata   |
| 1923-1925 | Opus 034   | L'Occasion (comedia lírica en 1 acto, basad en P. Mérimée), op. 34 (orquestada 1925, ORTF, 11 de agosto de 1974).                     | Ópera                   |
| 1924-1927 | Opus 035   | Dix Inventions, op. 35 (publicada como 5 dúos op. 35a, vn, vc, 5 duos, vn, va, op. 35b).                                              | Música de cámara        |
| 1926      | Opus 036   | Trois Sonatines para piano, op. 36.                                                                                                   | Música de piano         |
| 1926-1927 | Opus 037   | Trois Quatuors vocaux (S. Mallarmé, P. Valéry, L. Tailhade), coro a cappella (SATB), op. 37.                                          | Música coral            |
| 1927      | Opus 038   | Le Vivier (R. Chalupt), op. 38, canto y piano.                                                                                        | Música vocal con piano  |
| 1927-1928 | Opus 039   | Quatuor à cordes n° 3, op. 39. | Música de cámara        |
| 1928      | Opus 040   | Nocturne en Ré b para piano, op. 40.                                                                                                  | Música de piano         |
| 1924-1928 | Opus 041a  | Dix Inventions, op. 41a, basada en la op. 35, (arr. hpd, op. 41b), para piano.                                                        | Música de piano         |
| 1931-1932 | Opus 042   | Vergers (7 poemas de R. M. Rilke) canto y piano, op. 42.                                                                              | Música vocal con piano  |
| 1933      | Opus 043a  | Prière pour dormir heureux (M. Fombeure), coro (SSAA) y piano, op. 43a (arr. SSAA, orquesta de cuerdas, op. 43b).                     | Música coral            |
| 1933      | Opus 044   | Música de escena para L'Intruse (Maeterlinck), op. 44.                                                                                | Música incidental       |
| 1935      | Opus 045   | Quatre Stances de Moréas, op. 45, canto y piano.                                                                                      | Música vocal con piano  |
| 1937      | Opus 046a  | Calendrier des enfants (Y. Lacôte), op. 46a, coro de niños, piano (arr. coro de niños, orquesta de cuerdas, op. 46b, 1964).           | Música coral            |
| 1944      | Opus 047   | Quatre Poèmes de minuit (G. Audisio), op. 47 (n.º 1 y 2 arr. 1v, orquesta, 1944. perdida).                                            | Música vocal con piano  |
| 1944      | Opus 048   | Música para la película Oradour-sur-Glane (P. Céria), op. 48.                                                                         | Música incidental       |
| 1945      | Opus 049   | Feu la mère de Madame (música para la radio, G. Feydeau), op. 49.                                                                     | Música incidental       |
| 1947      | Opus 050   | Les Constructeurs (P. Seghers), op. 50, voces al unísono, piano/SATB.                                                                 | Música coral            |
| 1947      | Opus 052   | Aux armes! (A. Wazyk), coro (SATB) y piano, op. 52.                                                                                   | Música coral            |
| 1947      | Opus 053a  | Fantaisie concertante, para violonchelo y orquesta, op. 53a.                                                                          | Música orquestal        |
| 1948      | Opus 054   | Chant des combattants de la liberté (E. Guillevic), op. 54, SATB.                                                                     | Música coral            |
| 1948      | Opus 055   | Trois Chansons musicales (F. García Lorca), op. 55, coro a cappella (SATB).                                                           | Música coral            |
| 1948      | Opus 056   | La Grotte aux glaçons (E. Guillevic), op. 56, 3vv.                                                                                    | Música coral            |
| 1949      | Opus 057a  | La Guerre et la Paix (J. Fréville), cantata, op. 57a, T, B, SATB, 9 instrumentos de viento y piano (arr. T, B, SATB, piano, op. 57b). | Música vocal. Cantata   |
| 1949      | Opus 058   | Música para la película La Bataille de la vie (L. Daquin), op. 58 (collab. Serge Nigg).                                               | Música incidental       |
| 1949      | Opus 059a  | La Longue Marche (Mao Tse Tung), cantata para solistas, coro u orquesta, op. 59a                                                      | Música vocal. Cantata   |
| 1949      | Opus 060a  | Paix aux hommes par millions (V.V. Mayakovsky), cantata para solistas, coro u orquesta, op. 6 0a.                                     | Música vocal. Cantata   |
| 1950      | Opus 061   | 28 avril (J. Fréville), op. 61, voces a capela y piano/SATB.                                                                          | Música coral            |
| 1950      | Opus 063   | Sur l'aile de la colombe (J. Marcenac), op. 63, voces a capela y piano.                                                               | Música coral            |
| 1950      | Opus 064   | Grève de la faim (Nazim Hikmet), op. 64, canto y piano.                                                                               | Música vocal con piano  |
| 1950      | Opus 065   | Une femme du sud chante (Langston Hughes), op. 65, canto y piano.                                                                     | Música vocal con piano  |
| 1951      | Opus 069   | Deux Poèmes de Ho-Chi-Minh, op. 69, canto y piano                                                                                     | Música vocal con piano  |
| 1951      | Opus 070a  | Quatre Chants de lutte pour la jeunesse républicaine de France (J. Gaucheron), op. 70a, coros, orquesta.                              | Música coral            |
| 1952      | Opus 072   | Música de escena para Chant des partisans coréens (R. Vaillant: «Le Colonel Foster plaidera coupable»), op. 72.                       | Música incidental       |
| 1952      | Opus 073a  | Cantate à Ben Ali (B. Fontenelle), cantata para solistas, coro u orquesta op. 73a.                                                    | Música vocal. Cantata   |
| 1952-1953 | Opus 074a  | Trois Poèmes de Paul Eluard, op. 74a (arr. 1v, orquesta, op. 74b).                                                                    | Música vocal con piano  |
| 1953      | Opus 075   | Six Pièces ‘de l'automne 53’, op. 75, para piano.                                                                                     | Música de piano         |
| 1954      | Opus 076   | Música para la película Grande Pêche (H. Fabiani), op. 76.                                                                            | Música incidental       |
| 1955      | Opus 077   | Música para la película Des hommes comme les autres (H. Fabiani, R. Vogel), op. 77.                                                   | Música incidental       |
| 1954-1955 | Opus 078   | Île-de-France, Obertura de concierto, op. 78.                                                                                         | Música orquestal        |
| 1955      | Opus 079   | Trio-Sérénade ‘à la mémoire de Béla Bartók’, op. 79, para violín, viola y violonchelo.                                                | Música de cámara        |
| 1956-1957 | Opus 082   | Dix Chœurs de métiers (J. Marcenac), op. 82, SATB, instrumentos.                                                                      | Música coral            |
| 1956-1957 | Opus 083   | Concertino, op. 83, para piano, vientos, contrabajo y timpani.                                                                        | Música orquestal        |
| 1963      | Opus 094   | Trois Polyphonies (M. Hernández, L. Emié, M. Fombeure), op. 94, SATB, instrumentos.                                                   | Música coral            |
| 1963      | Opus 095   | España 63 (C. Álvarez), op. 95a, coro de hombres y piano (arr. Mixed coros, piano, op. 95c).                                          | Música coral            |
| 1963      | Opus 096   | Les Soirées de Valfère, op. 96, quinteto de viento.                                                                                   | Música de cámara        |
| 1964      | Opus 097   | 'Mouvement symphonique, op. 97, orquesta de cuerdas y piano.                                                                          | Música orquestal        |
| 1965      | Opus 103   | Sonatine, flauta y cuerdas, op. 103 (arr. del op. 25).                                                                                | Música orquestal        |
| 1965      | Opus 104a  | Cantate de la rose et de l'amour (L. Emié), op. 104a (arr. 1v, orquesta de cuerdas, op. 104b)                                         | Música vocal. Cantata   |
| (s.d.)    | Opus 105   | Sinfonietta, op. 105, para cuerdas.                                                                                                   | Música orquestal        |
| 1965      | Opus 106a  | Octophonies, op. 106a, 3 violines, 2 violas, 2 violonchelos, 1 contrabajo (arr. orquesta de cuerdas, op. 106b).                       | Música instrumental     |
| 1967      | Opus 107   | Divertissement, op. 107, oboe, clarinete, bn.                                                                                         | Música de cámara        |
| 1967-1969 | Opus 108a  | Autoportraits, 16 pieces, op. 108a, para piano.                                                                                       | Música de piano         |
| 1970      | Opus 109   | Trois Pièces ‘en complément aux autoportraits’, op. 109, para piano.                                                                  | Música de piano         |
| 1968      | Opus 108.8 | Obsession, op. 108 no.8, ensemble de viento, arpa y orquesta.                                                                         | Música orquestal        |
| 1968      | Opus 110   | Le Dit du petit garçon Khoa (Tran Dang Khoa), op. 110, canto y piano.                                                                 | Música vocal con piano  |
| 1968      | Opus 111   | Nicolios et la Flûte, op. 111, flauta y arpa.                                                                                         | Música de cámara        |
| 1973      | Opus 112   | Interlude, op. 112, 4 trompetas, 4 hn, 3 trombones, tuba, timp.                                                                       | Música instrumental     |
| 1974      | Opus 114   | Deux Dialogues, op. 114, para flauta.                                                                                                 | Música solista          |
| (s.d.)    | Opus 113   | Six Poèmes d'enfants vietnamiens, op. 113, para soprano y 9 instrumentos.                                                             | Música vocal            |
| 1974      | Opus 115   | Trois Pièces brèves, op. 115, para oboe.                                                                                              | Música solista          |
| 1974      | Opus 116   | Poème, op. 116, para piano. | Música de piano         |
| 1919      | Opus ¿?    | Trio en fa mineur para violín, alto y violonchelo.                                                                                    | Música de cámara        |
| 1917      | Opus ¿?    | La Sirène para piano (también una versión para orquesta).                                                                             | Música de piano         |
| 1951      | Opus ¿?    | Dix Basquaises para piano. | Música de piano         |
| 1918      | Opus ¿?    | Hommage à Erik Satie, (Blaise Cendrars) para barítono y piano.                                                                        | Música vocal con piano  |
| 1947-1952 | Opus ¿?    | Chansons populaires, sobre poemas de Seghers, Fréville, Guilleville, Moussinac, Marcenac.                                             | Música vocal con piano  |
| —         | s.op.      | Edición de obras de Janequin, Josquin, Gossec y otros.                                                                                | Ediciones otros músicos |
| 1959      | s.op.      | Arreglo de Honegger: Jeunesse, arr. mixed coros.                                                                                      | Arreglos                |
| 1959      | s.op.      | Arreglo de A. Bruant: Les Canuts, arr. Mixed coros.                                                                                   | Arreglos                |
| 1959      | s.op.      | Arreglo de Couperin: Six Pièces de clavecin, arr. quinteto de vientos.                                                                | Arreglos                |
| 1965      | s.op.      | Arreglo de J.S. Bach: Fantaisie et fugue en la mineur, BWV 904, arr. orquesta de cuerdas.                                             | Arreglos                |